# Königin-Tamar-Flughafen

i7
i11
i13
Der Königin-Tamar-Flughafen (georgisch მესტიის თამარ მეფის სახელობის აეროპორტი, englisch Mestia Airport, georgisch მესტიის აეროპორტი, ICAO-Code: UGMS) ist ein kleiner Flughafen in der georgischen Kleinstadt Mestia, der nach der georgischen Königin Tamar benannt ist.

## Fluggesellschaften und Ziele
| Fluggesellschaft     | Ziel                 |
| -------------------- | -------------------- |
| Vanilla Sky Airlines | Kutaissi, Natachtari |

## Flughafeninfrastruktur
Das Ende 2010 in Betrieb genommene Terminal wurde von dem deutschen Architekten Jürgen Mayer entworfen.
Die 1150 m lange Landebahn und das Terminal wurden in nur drei Monaten geplant und gebaut.

## Passagierzahlen
| Jahr | Passagiere |
| ---- | ---------- |
| 2019 | 8.652      |
| 2018 | 6.858      |
| 2017 | 7.256      |
| 2016 | 4.214      |
| 2015 | 4.465      |
| 2014 | 1.343      |
| 2013 | 885        |
| 2012 | 2.922      |
| 2011 | 4.580      |
| 2010 | 45         |